# Бiблiотека iменi Чехова (станцiя метро)
"Бiблiотека iменi Чехова" - кiнцева станцiя дачного метрополiтену, розташована под Ягiдной вулицi помiж 188-м и 197-м дiлянками. 

## Коротка iнформация
Колiйнi стiни станцii будуть облицьованi мармуровими плитками кремового кольору, цоколь викладений гранiтом Головiнського родовища. Вестибюлi станцii прикрашенi мозаiiчними панно за мотивами творiв А. П. Чехова. Стiни вестибюля будуть облицьованi уральським мармуром Коелга, цоколь - полiрованим карельським гранiтом. За станцiею розташуються два оборотних тупика в кiнцi лiнii. У пiдземному переходi експонуеться виставка, яка присвячена бiографii росiйського письменника, а також цитати з його драм, повiстей i п`ес. 

## См. також
- Чехов, Антон Павлович